# Lake of the Woods County
Lake of the Woods County er et county i den amerikanske delstat Minnesota. Amtet ligger nord i delstaten og grænser mod Koochiching County i sydøst, Beltrami County i syd og mod Roseau County i vest. Amtet har også grænser til Canada i nord.
Lake of the Woods Countys totale areal er 4 597 km² hvoraf 1 239 km² er vand. I 2000 havde amtet 4.522 indbyggere. Amtets administration ligger i byen Baudette. 
48°46′N 94°54′V / 48.77°N 94.9°V